# JumpCut
JumpCut é uma produtora de teatro e cinema fundada em 2002.
Cinema:
- Autografia – um retrato de Mário Cesariny (Prémio Melhor Documentário Português Doclisboa 2004[1] e Grande Prémio da Lusofonia – FamaFest2005);
- Floripes;
- Curso de Silêncio – co-realização de Miguel Gonçalves Mendes e Vera Mantero (produção O Rumo do Fumo/JumpCut);
- Projecto Diagnóstico – 4 Curtas de 4 Realizadores;
- Zarco (2008)

Em 2004 edita em parceria com a Assírio & Alvim o livro “ Verso de Autografia”, complemento do documentário Autografia.
Teatro: 
- Pausa – Ensaio Assistido, uma encenação de Rosa Coutinho Cabral;

- Alices,uma encenação de Rafaela Santos com o apoio do Instituto das Artes e da Fundação Calouste Gulbenkian;

- Sentido Portátil, uma encenação de Carla Bolito com o apoio da DGArtes e Fundação Calouste Gulbenkian, uma co-produção JumpCut/CCB.

Actualmente encontra-se em produção o novo documentário de Miguel Gonçalves Mendes– União Ibérica, em co-produção com a produtora El Deseo S.A. de Pedro Almodóvar.